# Удельно-Дуванейский сельсовет
Удельно-Дуванейский сельсовет — муниципальное образование в Благовещенском районе Башкортостана.

## История
Согласно «Закону о границах, статусе и административных центрах муниципальных образований в Республике Башкортостан» имеет статус сельского поселения.

## Население
| 2002  | 2009  | 2010  | 2012  | 2013  | 2014  | 2015  |
| ----- | ----- | ----- | ----- | ----- | ----- | ----- |
| 1156  | →1156 | ↘1096 | ↘1081 | ↘1075 | ↘1042 | ↘1039 |
| 2016  | 2017  |       |       |       |       |       |
| ↘1017 | ↗1022 |       |       |       |       |       |

## Состав сельского поселения
| № | Населённый пункт | Тип населённого пункта       | Население |
| - | ---------------- | ---------------------------- | --------- |
| 1 | Удельно-Дуваней  | село, административный центр | ↘1079     |
| 2 | Яблочный         | деревня                      | ↗12       |
| 3 | Ильинский        | деревня                      | →5        |